# 八旗通志
『八旗通志』（はっきつうし、満州語：ᠵᠠᡣᡡᠨ
ᡤᡡᠰᠠᡞ
ᠬᠣᠣᠯᡞ
ᡥᠠᠴᡞᠨ
ᠪᡞᠣᠠᡥᡝ、転写：jakūn gūsai kooli hacin bithe）は、清朝により編纂された八旗制度に関連する史書。『八旗通志初集』（jakūn gūsai tung jy sucungga weilehe bithe、253巻、以後『初集』と称す）及び『欽定八旗通志』（han i araha jakūn gūsai kooli hacin bithe、356巻 以後『二集』と称す）の両部から構成され、ヌルハチ以降の八旗制度の成り立ち、組織の沿革、関係人物伝について述べられている。
1727年（雍正5年）、雍正帝の命を受けたオルタイ（鄂爾泰）等は『八旗通志』の編集に着手、後に『初集』と称される史書を1739年（乾隆5年）に完成している。しかし記録の遺漏が認められたため1786年（乾隆51年）、乾隆帝はフルンガ（福隆安）等に命じ、乾隆年間の記録及び『初集』での遺漏記録の増補を行わさせ、1796年（嘉慶元年）に成立、『欽定八旗通志』と命名され、先に成立した『八旗通志』は『八旗通志初集』と改題された。
『初集』及び『二集』ともに八旗制度及び満洲族研究の重要な史料の一つとされ、日本でも1965年（昭和40年）に満文老檔研究会より『八旗通志列伝索引』が出版されている。